# Heino Falcke
Heino Falcke (Keulen, 26 september 1966) is een Duitse hoogleraar radioastronomie en astrodeeltjesfysica, verbonden aan de Radboud Universiteit Nijmegen. Hij is bekend van zijn onderzoek op het gebied van zwarte gaten. Daarnaast houdt hij zich in zijn onderzoek bezig met de zogeheten grenzen van het heelal. Hij voert onderzoek uit op het gebied van astrofysica en astrodeeltjesfysica.

## Leven en loopbaan
Falcke studie natuurkunde aan de Universiteit van Keulen en de Universiteit van Bonn. Hij studeerde af in 1992. Hij promoveerde in 1994 aan de Universiteit van Bonn op het proefschrift Hungernde Löcher und aktive Kerne: die zentrale Maschine in galaktischen Zentren. Vervolgens werkte hij van 1994 tot 1995 bij het Max-Planck-Institut für Radioastronomie als onderzoeker en van 1995 tot 1997 werkte hij als postdoc aan de Universiteit van Maryland. In 1997 werkte hij tevens als onderzoeker bij de VLBI groep. Daarna werkte hij tot aan 1999 als docent aan de Universiteit van  Bonn. In 1999 was hij tevens gasthoogleraar aan de Universiteit van Arizona.. Van 2000 tot 2003 was hij stafwetenschapper bij het MPIfR in Bonn.
In 2003 trad Falcke in dienst bij ASTRON en werd hij bijzonder hoogleraar aan de Radboud Universiteit. In 2007 werd hij hoogleraar Radioastronomie en astrodeeltjesfysica aan de Radboud Universiteit. Verder is hij lid van Nikhef en gastwetenschapper bij het MPIfR.

## Onderzoek
Het onderzoek van Falcke richt zich voornamelijk op zwarte gaten. Zijn onderzoeksgroep heeft onder andere in het jaar 2004 metingen kunnen verrichten aan de rand van zwarte gaten. Het doel van deze metingen was om een goed beeld te kunnen krijgen van de randen van zwarte gaten. Daarnaast heeft hij meegeholpen aan de Square Kilometer Array (SKA). Het plan is dat er op het zuidelijk halfrond een vierkante kilometer volgebouwd wordt met telescopen.
Falcke was een van de mensen die het initiatief nam tot de ontwikkeling van de radiotelescoop LOFAR. Deze telescoop werkt met behulp van radio-antennes die over heel Europa verspreid staan. Hij is medeverantwoordelijk voor het ontwerp van deze telescoop, maar ook degene die het Nederlandse project naar een Europees niveau heeft getild. De telescoop is in 2010 in gebruik genomen.

### Foto van een zwart gat
Falcke wilde met behulp van radioschotels die over de gehele wereld verspreid staan foto's maken van een zwart gat. De foto's zouden dan mogelijk gebruikt kunnen worden om de kwantumtheorie met de relativiteitstheorie te kunnen verzoenen. Op 10 april 2019 werd bekendgemaakt dat dit is gelukt voor Messier 87 met de Event Horizon Telescope door een team van 348 wetenschappers. En op 12 mei 2022 toonde het team van wetenschappers de eerste afbeelding van het zwarte gat (Sagittarius A*) in het centrum van onze Melkweg.

## Persoonlijk
Falcke is uitgesproken christen en als predikant verbonden aan een Evangelische Kerk in zijn Duitse woonplaats Frechen.
Hij was in januari 2024 te zien in Nederland Zingt waarin hij bij de sterrenkoepel van de Radboud Universiteit uitleg gaf over het sterrenkundig verschijnsel bij de geboorte van Jezus.
Zijn dochter is eveneens predikant.

## Boek
Falcke publiceerde in 2020 samen met Jörg Römer het populairwetenschappelijk boek Licht im Dunkeln: Schwarze Löcher, das Universum und wir. In het Nederlands is het vertaald als Licht in de duisternis - Zwarte gaten, het universum en wij (ISBN 9789044645231). Het boek heeft ook vertalingen in het Engels, Spaans, Italiaans en Fins.

## Prijzen en onderscheidingen (selectie)
- 2006 Akademiepreis van de Berlijn-Brandenburgische Academie der Wetenschap[15]
- 2008 ERC Advanced Grant van de Europese onderzoeksraad[16]
- 2011 Spinozapremie.[17][18]
- 2013 ERC Synergy Grant van de Europese onderzoeksraad[19]
- 2013 Lid van de Academia Europaea.
- 2014 Lid van de Koninklijke Nederlandse Akademie van Wetenschappen.[20]
- 2016 Ridder in de Orde van de Nederlandse Leeuw.[21]
- 2018 Planetoide 12654 Heinofalcke[22]
- 2021 Henry Draper Medal[23][24]
- 2021 Amaldi Medal[25]
- 2022 ERC Synergy Grant van de Europese onderzoeksraad[26]
- 2023 Herschel Medal[27][28]
- 2023 Balzan Prize[29][30]